# 卡爾文鎮區 (朱厄爾縣)
卡爾文鎮區（英語：Calvin Township）為位在美國堪薩斯州朱厄爾縣的鎮區。2010年美国人口普查中該鎮區人口有48人。

## 地理
卡爾文鎮區涵蓋面積81.4平方（31.4平方英里），其中0.04平方公里或0.05%為水域。

### 鄰近鎮區
- 朱厄爾縣
  - 中央鎮區（北）
  - 華盛頓鎮區（東北）
  - 布法羅鎮區（東）
  - 布朗斯克里克鎮區（南）
  - 鎮區（西南）
  - 愛奧尼亞鎮區（西）
  - 鎮區（西北）

### 墓園
此鎮區僅有1座墓園：麥吉墓園（McGehee Cemetery）。

### 主要公路
- 14號堪薩斯州州道（英语：K-14 (Kansas highway)）
- 28號堪薩斯州州道（英语：K-28 (Kansas highway)）

## 外部連結
- U.S. Board on Geographic Names (GNIS)（页面存档备份，存于）
- United States Census Bureau cartographic boundary files（页面存档备份，存于）
- US-Counties.com
- City-Data.com（页面存档备份，存于）